# Намиб
Намиб (на португалски: Namіbe; на английски: Namib) е пустиня, разположена като дълга (около 2100 km) и тясна (50 – 130 km) ивица по Атлантическото крайбрежие на Южна Африка. На север започва в района на анголския град Мосамедиш, а на юг завършва до река Олифантс в РЮА. На изток е ограничена от стръмните склонове на Големия откос.

## Релеф, геоложки строеж, полезни изкопаеми
Повърхността на пустинята е предимно равнинна, стъпаловидно повишаваща се във вътрешността до 1000 – 1200 m н.в. Северната част на Намиб (до нос Крос, 21°40′ ю.ш.) представлява камениста и чакълеста пустиня, централната (до залива Людериц, 26°30′ ю.ш.) е пясъчна пустиня с дюни високи до 30 – 40 m (на места до 300 m, най-високите в света), а южната част представлява цокълна равнина с докамбрийски кристалинен фундамент и надлъжни тектонски понижения. Тя е сред най-старите пустини на Земята, като се счита, че се е оформила преди около 55 млн. години. благодарение на студеното Бенгелско атлантическо течение и постоянните сухи ветрове. В пустинята се експлоатират находища на диаманти, уранови руди, волфрам, сол.

## Климат, води
Климатът е океански пустинен, с необичайно ниски за тези географски ширини температури на въздуха. Средна температура на най-топлия месец е 17 – 19°С, а най-хладния 12 – 13°С. Пустинята е известна с температурните си амплитуди до 80 °C. Количеството на годишните валежи варира от 2 mm в най-сухите райони до 200 mm в крайните северни, южни и най-високи райони. В същото време влажността на въздуха е много висока, като често явление са гъстите мъгли.
Пустинята Намиб се пресича от сухи долини на временни (Угаб, Свакоп, Куйсеб и др.) и транзитни реки (Кунене, Оранжева).

## Растителност, животински свят
В местата с относително плитко залягане на подземните (грунтови) води се срещат някои видове ксерофити и сукуленти: акации, молочаи, алое и др. В северната част на пустинята расте дървовидното растение велвичия, което не се среща почти никъде другаде в света.
Животинският свят е представен главно от членестоноги и други малки животни, които могат да живеят с малко вода. Поради древността си, тя вероятно е пустинята с най-много ендемити на света. Има и малко на брой лъвове, антилопи, насекоми и др.).
Намиб е почти безлюдна, с изключение на няколко малки селца на туземните народи. Има две по-големи селища – градовете Уолфиш Бей и Людериц, които са основно транзитни пристанища за добиващите се във вътрешността на страната минерали и суровини.